# Trypanosoma saccobranchi
Trypanosoma saccobranchi – kinetoplastyd z rodziny świdrowców należący do królestwa protista. Pasożytuje w osoczu krwi długowąsa azjatyckiego (Heteropneustes fossilis).
Osobniki T. saccobranchi osiągają 38 – 47 μm długości, 1 – 1,5 μm szerokości. Posiadają wolną wić długości 11 – 15 μm. Jądro jest niezbyt duże, owalne, silnie spłaszczone mierzy 2,75 – 3,2 μm długości oraz 0,7 – 1 μm szerokości. Kinetoplast jest okrągły posiada średnicę 0,75 – 1 μm.